# もやモ屋
『もやモ屋』（もやもや）は、NHK教育テレビジョン（NHK Eテレ）で2019年10月からレギュラー放映されている、小学校3・4年生向けの道徳番組。

## 概要
2019年度前期まで放送された『時々迷々』の後継番組であるが、同番組から5分短縮されて10分番組となった。
前番組同様に、出演者や舞台設定は毎回異なるオムニバスドラマ形式である。放送されるドラマは「もやモ屋」という架空の映画館で上映される「見れば見るほど、頭はモヤモヤ、心はモヤモヤ」する物語という設定である。子供たちの間で起こる事件や出来事を描いているが、どの物語も主人公の心にわだかまりを残し、かつ明確な解決展開が見られないまま上映は終了し、視聴者に投げかける形を採っている。
レギュラー放送に先立って2018年にパイロット版が制作された。このパイロット版のみ、上演後に物語の感想を議論する観客という設定でナビゲーター役（野間口徹、早見あかり、村杉蝉之介）が起用された。しかし、2019年10月からのレギュラー放送ではこの役回りの出演者は配置されず、全編をドラマに充てる形になったため、ナレーター（江原正士）以外のレギュラー出演者はいない。

## 放送時間
パイロット版「サヨナラのプレゼント」
- 本放送：2018年10月27日 16:50 - 17:00
- 再放送：
  - 2018年12月21日 9:00 - 9:10
  - 2019年3月22日 9:20 - 9:30

レギュラー放送には組み入れられておらず、2021年12月現在、「NHK for School」公式サイトでは閲覧不可となっている。
レギュラー放送
- 2019年度[4]
  - 本放送：毎週金曜日 9:40 - 9:50（10月 - 翌年3月のみ）
  - 再放送：毎週水曜日 15:30 - 15:40（翌年1月 - 3月のみ）
- 2020年度：毎週金曜日 9:20 - 9:30[5]
- 2021年度：毎週金曜日 9:20 - 9:30[6]
- 2022年度[7]
  - 本放送：毎週金曜日 9:20 - 9:30
  - 再放送：毎週木曜日 16:50 - 17:00（10月 - 翌年3月のみ）
- 2023年度以降：毎週金曜日 9:20 - 9:30[8]

2019年度は10回シリーズで新作を放送。2020・2021年度は年度下半期に概ね4～5回分新作を制作し、それ以外は前年度までのリピート放送となっている。2022年度以降は年度末に1本のみ新作を制作している。

## 放送リスト
| 回 | 初回放送日     | サブタイトル                   | 脚本         | テーマ                                    | 年度別放送順 | 年度別放送順 | 年度別放送順 | 年度別放送順 | 年度別放送順 | 年度別放送順 | 年度別放送順 |
| 回 | 初回放送日     | サブタイトル                   | 脚本         | テーマ                                    | 2019         | 2020         | 2021         | 2022         | 2023         | 2024         | 2025         |
| -- | -------------- | ------------------------------ | ------------ | ----------------------------------------- | ------------ | ------------ | ------------ | ------------ | ------------ | ------------ | ------------ |
| 0  | 2018年10月27日 | サヨナラのプレゼント           | 中屋敷法仁   |                                           |              |              |              |              |              |              |              |
| 1  | 2019年10月04日 | マネ・マナー                   | 小出豊       | 相互理解 寛容 個性の伸長                  | 1            | 10           | 10           | 10           | 10           | 10           | 10           |
| 2  | 2019年10月25日 | おもしろい子はいい子？悪い子？ | 西条みつとし | 個性の伸長                                | 2            | 1            | 4            | 4            | 4            | 4            | 4            |
| 3  | 2019年11月08日 | は、は、はたらく！？           | 今野恭成     | 勤労、公共の精神                          | 3            | 9            | 8            | 8            | 8            | 14           | 14           |
| 4  | 2019年11月22日 | 北京から来たおじいさん         | 萩生田宏治   | 国際理解、国際親善 家族愛、家庭生活の充実 | 4            | 3            | 3            | 3            | 3            | 3            | 3            |
| 5  | 2019年12月06日 | あの子の絵の具                 | 関田育子     | 相互理解、寛容                            | 5            | 4            | 7            | 2            | 2            | 2            | 2            |
| 6  | 2020年01月10日 | く・う・は・く時間             | 古川健       | 公正、公平、社会正義                      | 6            | 6            | 1            | 1            | 1            | 1            | 1            |
| 7  | 2020年01月24日 | アリとアイスクリーム           | 坂口理子     | 生命の尊さ                                | 7            | 5            | 9            | 9            | 9            | 9            | 9            |
| 8  | 2020年02月07日 | ばあちゃんばあちゃん           | 横浜聡子     | 家族愛、家庭生活の充実 親切、思いやり     | 8            | 2            | 11           | 11           | 11           | 11           | 11           |
| 9  | 2020年02月21日 | ぼくの友だち                   | 松居大悟     | 友情、信頼 善悪の判断、自律、自由と責任   | 9            | 8            | 14           | 14           |              |              |              |
| 10 | 2020年03月06日 | ハナとふしぎな黒いあな         | うえのきみこ | 善悪の判断、自律、自由と責任              | 10           | 7            | 12           | 12           | 12           | 12           | 12           |
| 11 | 2020年10月09日 | シゲじいちゃんのソラ           | うえのきみこ | 伝統と文化の尊重、国や郷土を愛する態度    |              | 11           | 5            | 15           | 14           | 8            | 8            |
| 12 | 2020年11月06日 | ひみつの海                     | 小出豊       | 感動、畏敬の念                            |              | 12           | 15           | 5            | 5            | 5            | 5            |
| 13 | 2021年01月08日 | ともだちのカタチ               | 小田康平     | 友情、信頼                                |              | 13           | 2            | 7            | 7            | 7            | 7            |
| 14 | 2021年02月05日 | 埋蔵金（まいぞうきん）はどこ？ | 向井康介     | 善悪の判断、自律、自由と責任              |              | 14           | 6            | 6            | 6            | 6            | 6            |
| 15 | 2021年03月05日 | Kマン                          | 家城啓之     | 礼儀                                      |              | 15           | 13           | 13           | 13           | 13           | 13           |
| 16 | 2021年12月03日 | 竹との物語                     | 今野恭成     | 自然愛護 感動、畏敬の念                   |              |              | 16           | 16           | 15           | 15           | 15           |
| 17 | 2022年01月14日 | ペチのまなざし                 | 横浜聡子     | 節度・節制                                |              |              | 17           | 17           | 16           | 16           | 16           |
| 18 | 2022年01月28日 | オレたちオキテ団               | 家城啓之     | 規則の尊重                                |              |              | 18           | 18           | 17           | 17           | 17           |
| 19 | 2022年02月18日 | きいろいはこのみんな           | 関田育子     | よりよい学校生活、集団生活の充実          |              |              | 19           | 19           | 18           | 18           | 18           |
| 20 | 2023年03月10日 | いしをつむ                     | 片桐絵梨子   | 希望と勇気、努力と強い意志                |              |              |              | 20           | 19           | 19           | 19           |
| 21 | 2024年03月08日 | あゆみのパン                   | 横浜聡子     | 正直、誠実                                |              |              |              |              | 20           | 20           | 20           |
| 22 | 2025年03月07日 | ぼくのにわ                     | 片桐絵梨子   | 自然愛護                                  |              |              |              |              |              | 21           | 21           |
| 23 | 2026年03月06日 | （予定）                       |              |                                           |              |              |              |              |              |              | 22           |